# جن باتون
جن باتون (به انگلیسی: Jen Button) (زادهٔ ۱۵ اکتبر ۱۹۷۷) شناگر اهل کانادا است.